# Galerie Courtauld

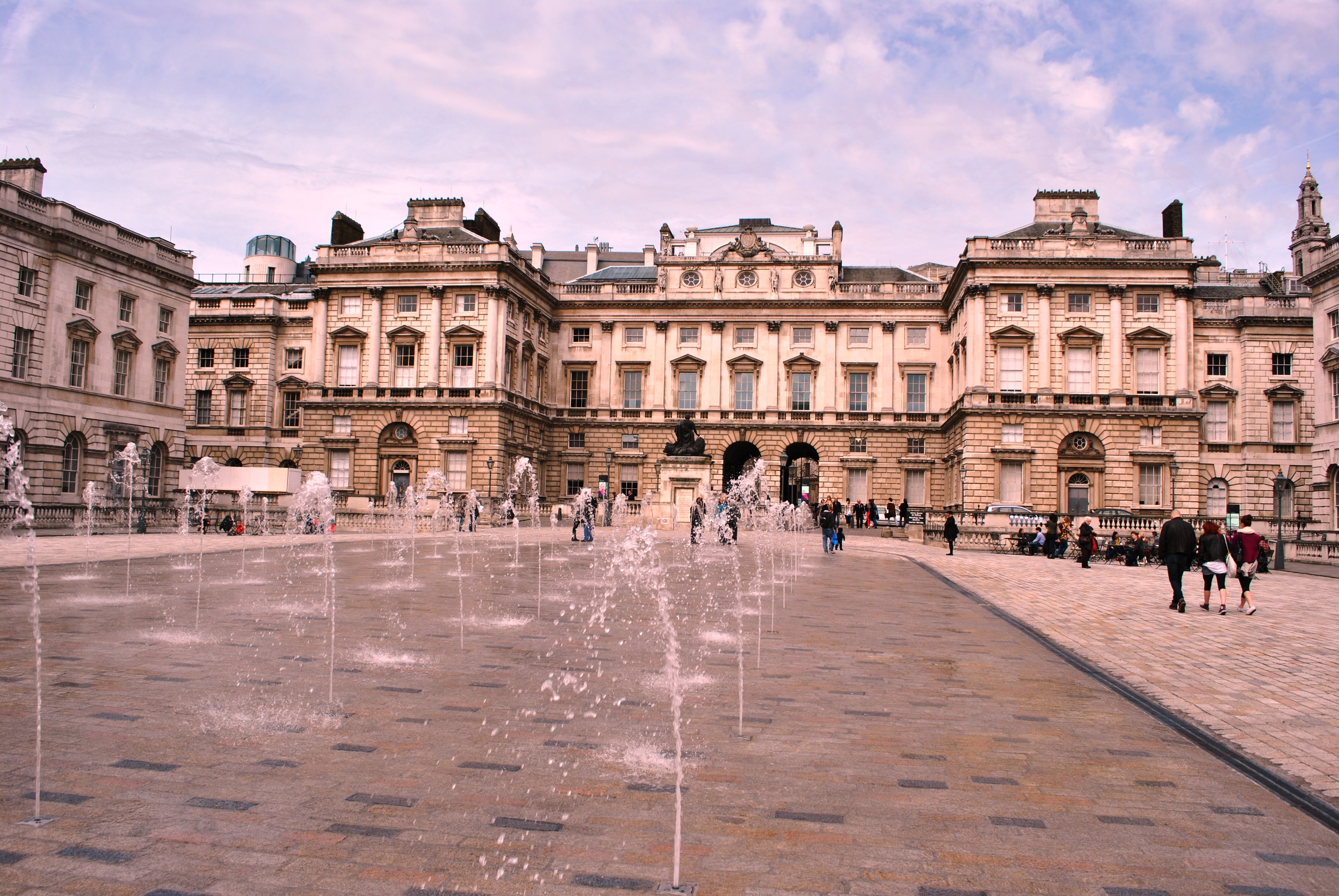
Bâtiment du Somerset House, abritant la Galerie Courtauld

La galerie Courtauld – en anglais Courtauld Gallery – est un musée d'art situé dans le Somerset House, sur le Strand, dans le centre de Londres. Il abrite la collection d'art de l’Institut Courtauld un établissement d’enseignement et de recherche autonome de l'Université de Londres spécialisé dans l'étude de l'histoire de l'art.
La collection Courtauld a été formée en grande partie par des dons et des legs et comprend des peintures, des dessins, des sculptures et d'autres œuvres allant du Moyen Âge à l'époque moderne ; elle est particulièrement connue pour sa collection de peintures impressionnistes et post-impressionnistes françaises.
Au total, la collection contient environ 530 toiles et plus de 26 000 dessins et estampes.

## Historique
L'Institut Courtauld a été fondée en 1932 grâce aux efforts philanthropiques de l'industriel et collectionneur d'art Samuel Courtauld, du diplomate et collectionneur Lord Lee de Fareham et de l'historien d'art Sir Robert Witt , 
La collection du Courtauld débute avec un don de Samuel Courtauld constitué d’un vaste échantillon de peintures, principalement des œuvres impressionnistes et post impressionnistes françaises. Elle sera complétée par d’autres dons et legs dans les années 1930 et en 1948.
La collection initiale comprenait Un bar aux Folies Bergère de Manet et une version du Déjeuner sur l'Herbe, La Loge de Pierre-Auguste Renoir, des paysages de Claude Monet et Camille Pissarro, une scène de ballet d'Edgar Degas ainsi qu'un ensemble de huit œuvres majeures de Cézanne. D'autres peintures parmi lesquelles l'autoportrait de Vincent van Gogh à l’oreille bandée, des Gauguin et d'importantes œuvres de Seurat, Henri « le Douanier » Rousseau, Toulouse-Lautrec et Modigliani.
D'autres legs sont venus enrichir la collection après la Seconde Guerre mondiale, notamment la collection de peintures anciennes assemblée par Lord Lee, fondateur de l'Institut, et qui comprenait l’Adam et Ève de Lucas Cranach l'Ancien et une ébauche à l’huile de Rubens
pour ce qui est sans doute son chef-d'œuvre, le retable La descente de Croix dont l'œuvre terminée se trouve dans la Cathédrale Notre-Dame d'Anvers.
En 1952, Sir Robert Witt, également fondateur de l'Institut Courtauld, a légué son importante collection de dessins anciens et britanniques. Son legs comprenait 20 000 tirages et plus de 3000 dessins. Par la suite , son fils, Sir John Witt, légua également un grand nombre d'aquarelles et de dessins anglais à la galerie.
En 1958, Pamela Diamand, fille de Roger Fry (1866-1934), éminent critique d'art et fondateur des Omega Workshops, a fait don de sa collection d'art du XXe siècle, qui comprenait des œuvres d'artistes du Bloomsbury Group, comme Vanessa Bell et Duncan Grant.
En 1966, Mark Gambier-Parry, fils du major Ernest Gambier-Parry, a légué la collection d’art et d'objets divers assemblée par son grand-père, Thomas Gambier Parry, qui comprenait des œuvres allant de la Renaissance italienne au travail de majolique, à l'émail médiéval et des sculptures en ivoire ainsi que d'autres types d’objets.
Le Dr William Wycliffe Spooner (1882-1967) et son épouse Mercie ont enrichi la collection d'aquarelles anglaises de la Galerie en 1967 avec un legs d'œuvres de John Constable, John Sell Cotman, Alexander Cozens
et John Robert Cozens, Thomas Gainsborough, Thomas Girtin, Samuel Palmer, Thomas Rowlandson, Paul Sandby, Francis Towne, 
JMW Turner, Peter De Wint entre autres.
En 1974, un ensemble de treize aquarelles de Turner a été présenté en hommage à Sir Stephen Courtauld, célèbre pour la restauration du palais Eltham, et frère de Samuel Courtauld, l'un des fondateurs de l'Institut.
En 1978, le Courtauld a reçu la collection Princes Gate de peintures et de dessins de grands Maîtres assemblée par le comte Antoine Seilern. La collection rivalisait en importance avec celle de Samuel Courtauld, avec des peintures de Bernardo Daddi, Robert Campin, Pieter Brueghel l'Ancien, Quentin Metsys, Van Dyck et Tiepolo, et surtout des œuvres de Rubens. Le legs comprenait également un ensemble d'œuvres du xixe et xxe siècles de Pissarro, Edgar Degas, Pierre-Auguste Renoir et Oskar Kokoschka.
Plus récemment, la collection Lillian Browse et Alastair Hunter a également contribué avec de nombreux tableaux, dessins et sculptures de la fin du XIXe et du XXe.
Un ensemble de plus de 50 aquarelles britanniques, dont huit par Turner, a également été offert à la Galerie par Dorothy Scharf en 2004.

## La collection
Sont représentées dans la collection les écoles, française, italienne, flamande, hollandaise, espagnole, britannique.

### École française
- Claude Gellée dit Le Lorrain (1600-1682) : 1 peinture, Paysage avec une vue imaginaire de Tivoli, 1642
- Edouard Manet : (1882-1883) : 4 peintures
  - Déjeuner sur l'herbe (version réduite), 1867
  - Bords de Seine à Argenteuil, 1874
  - Un bar aux Folies Bergère, 1882
- Camille Pissarro (1830-1903) : 4 peintures
  - La Gare de Lordship Lane, Dulwich, 1871
  - Les Quais à Rouen, 1883
- Berthe Morisot (1841-1895) : Portrait de Femme, 1872
- Claude Monet (1840-1926) : 3 peintures
  - Effet d’Automne à Argenteuil, 1873
  - Vase de fleurs, 1882
  - Antibes, 1888
- Edgar Degas (1834-1917) : 6 peintures
  - Deux danseuses sur scène, 1874
  - Après le bain, femme s’essuyant (pastel), 1895

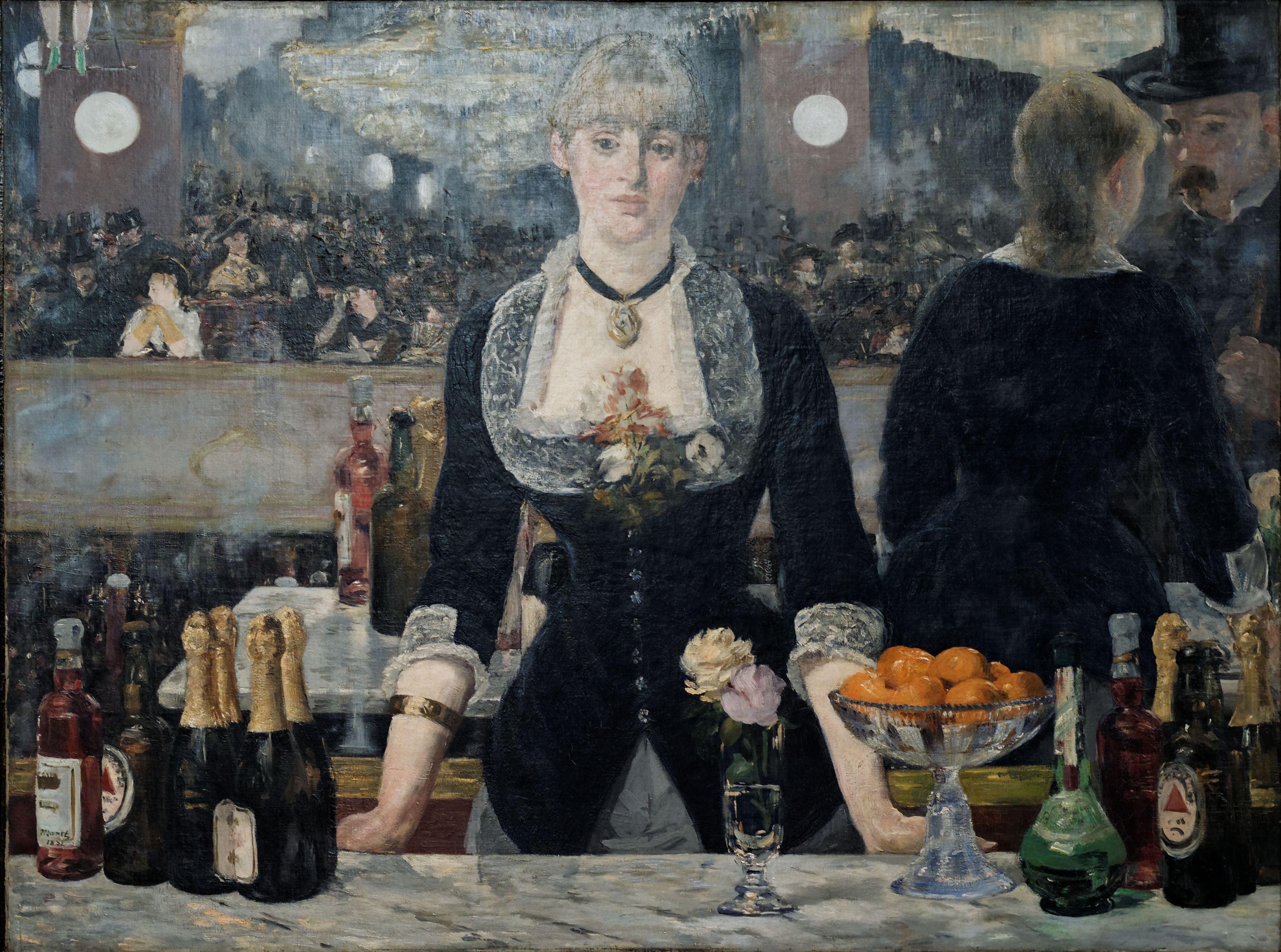
Édouard Manet, Un bar aux Folies Bergère, 1881
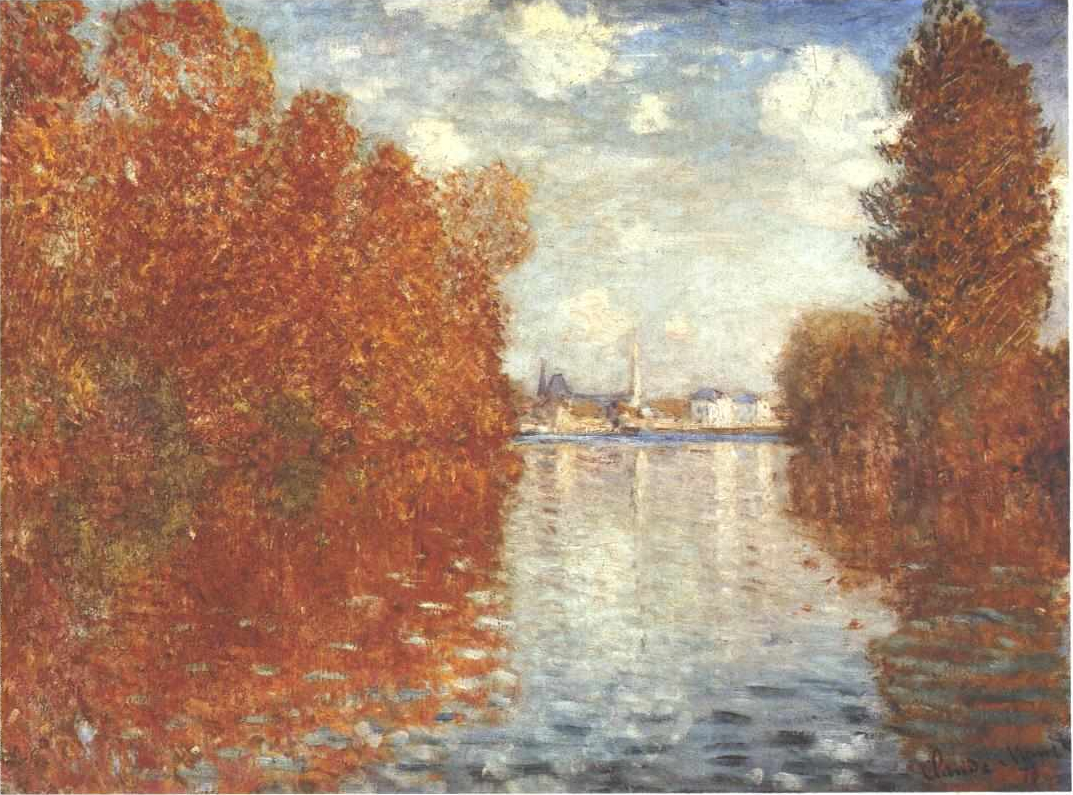
Claude Monet (1840-1926), Effet d’Automne à Argenteuil, 1873
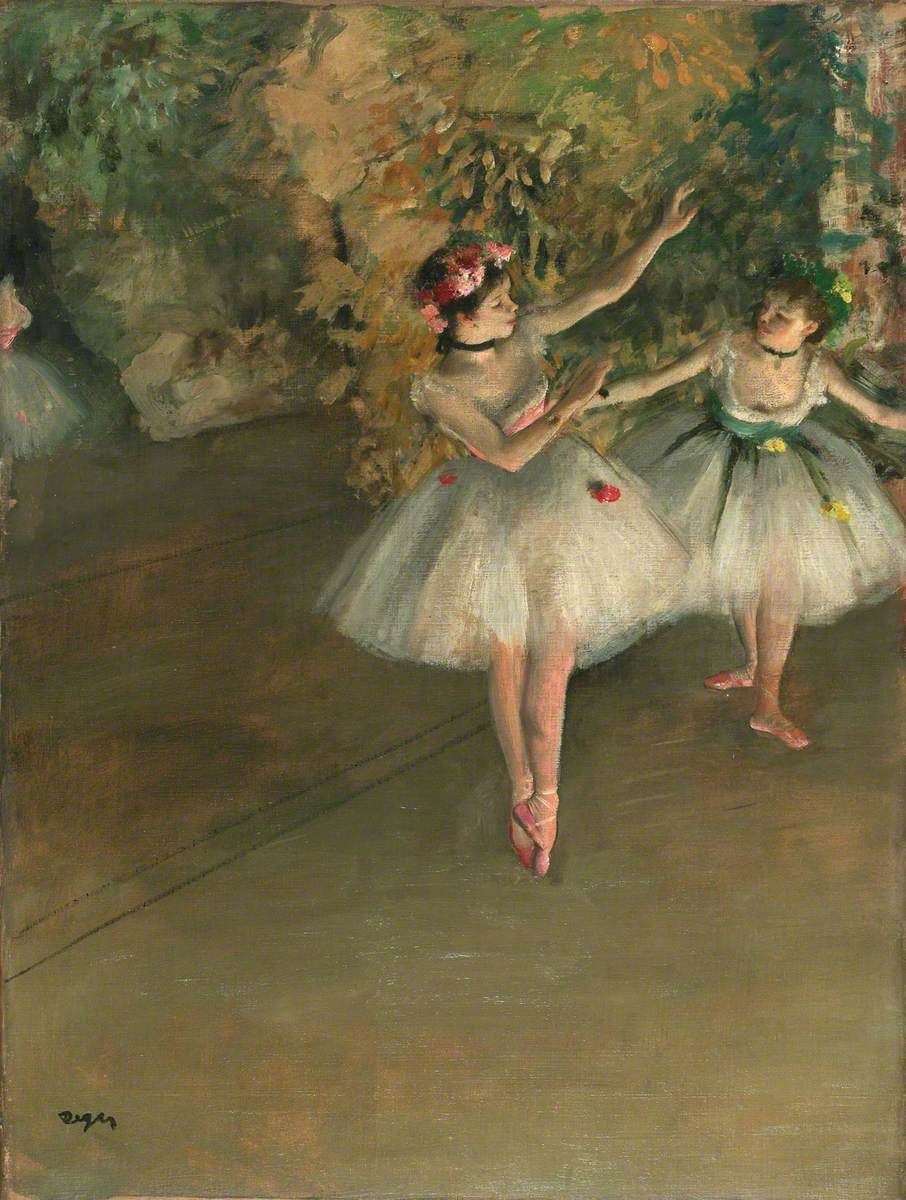
Edgar Degas (1834-1917), Deux danseuses sur une scène, 1874

- Pierre-Auguste Renoir (1841-1919) : 4 peintures
  - La Loge, 1874
  - Les Environs de Pont Aven, 1892
  - Portrait d'Ambroise Vollard, 1908
- Alfred Sisley (1839-1899) : 2 peintures
  - La Neige à Louveciennes, 1874
  - Bateau sur la Seine, 1877
- Georges Seurat (1859-1891) : 9 peintures
  - Pêcheur dans un bateau amarré, 1882
  - Homme peignant son bateau, 1883
  - Le Pont de Courbevoie, 1887
  - Jeune Femme se poudrant, 1890
  - Etude pour Le Chahut, 1890	[5]
- Paul Cézanne (1830-1903) : 12 peintures
  - Les joueurs de cartes, 1892 (un des cinq tableaux de Cézanne sur ce thème)
  - L'Homme à la pipe, 1895
  - La Montagne Sainte Victoire au grand pin, 1887
  - Grands arbres au jas de Bouffan, 1883 (Editions Atlas- Fiche)
  - Nature morte avec l’Amour en plâtre, 1894
  - Le Lac d’Annecy, 1896

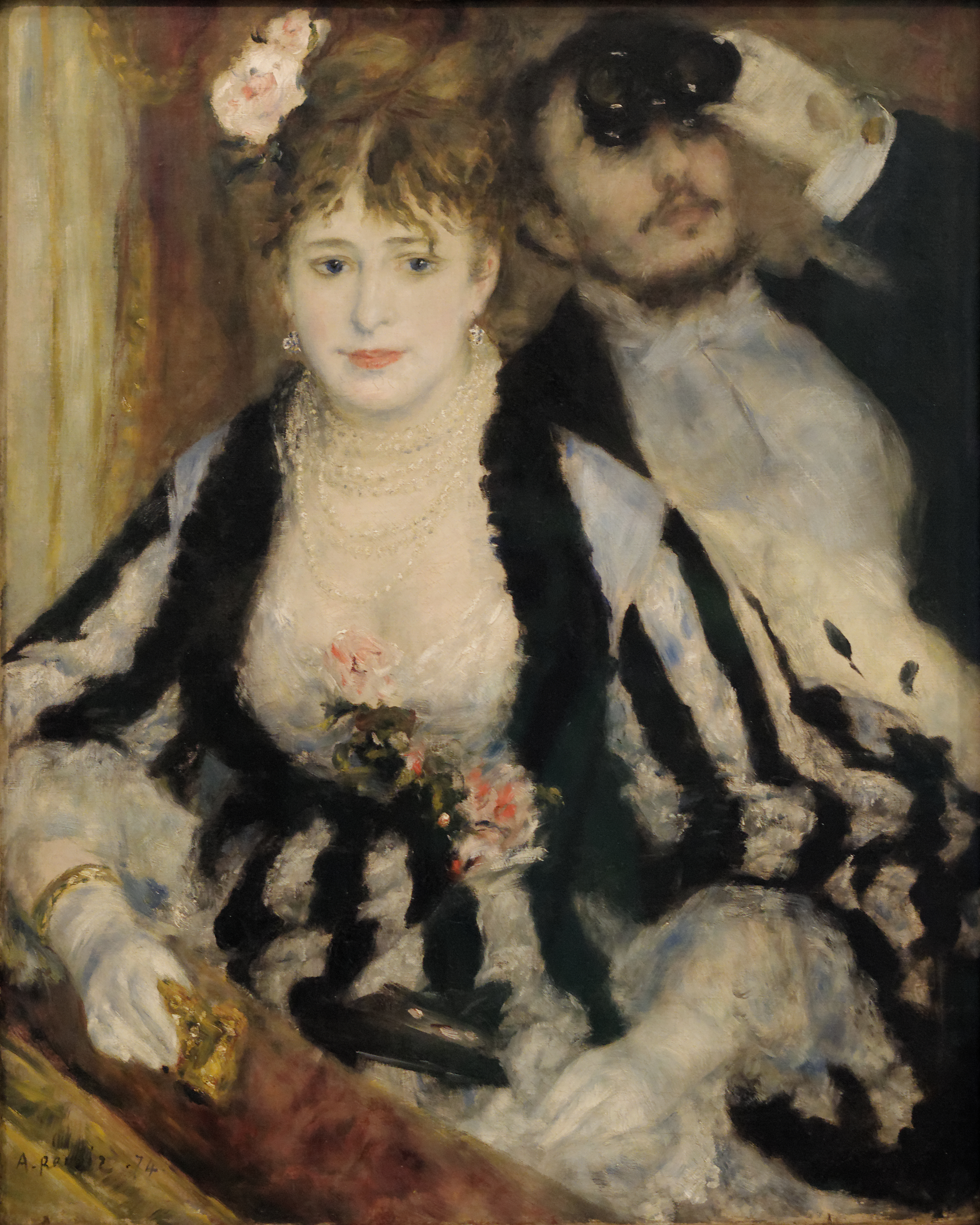
Pierre-Auguste Renoir, La Loge, 1874
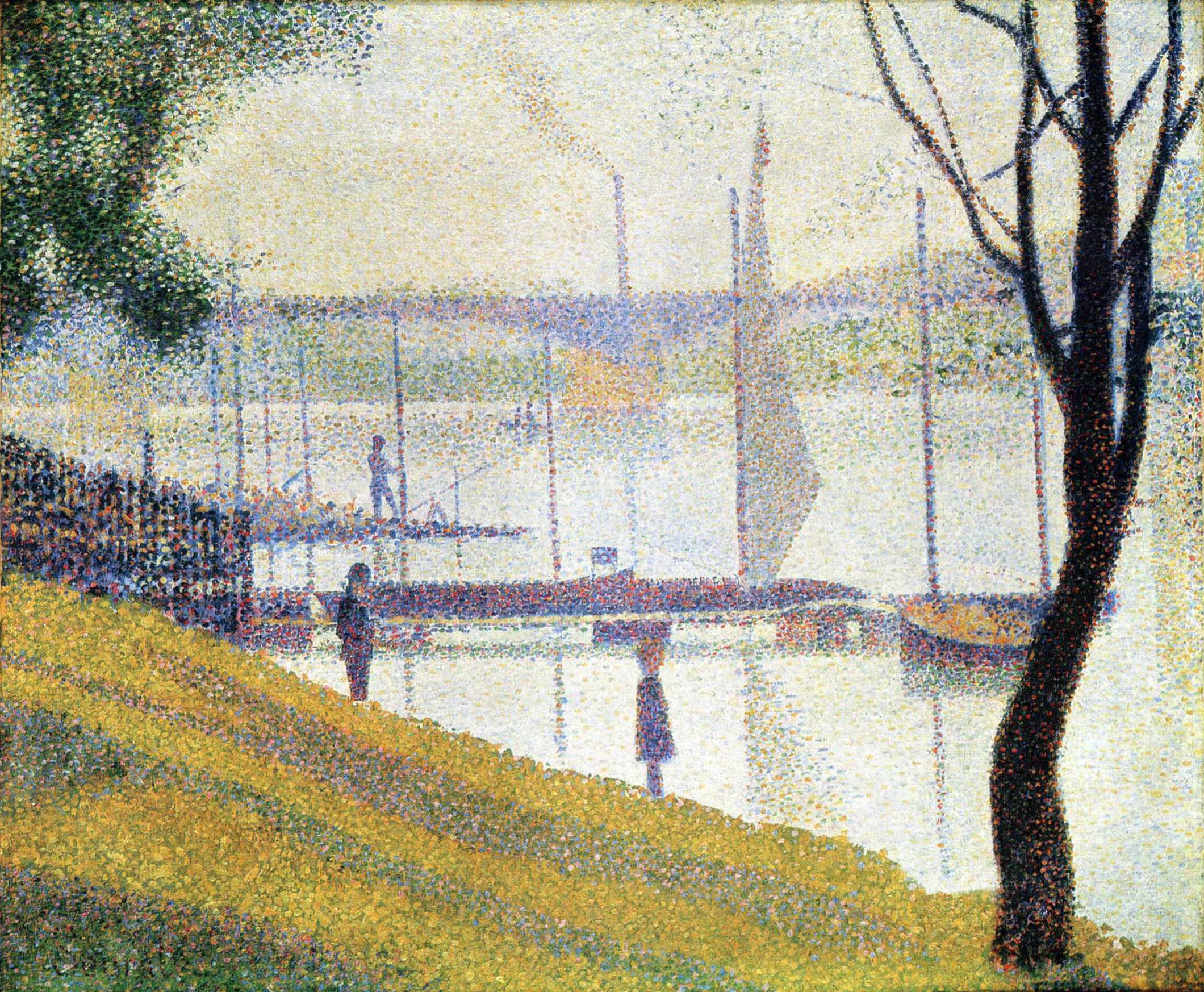
Georges Seurat, Le Pont de Courbevoie, 1886–1887
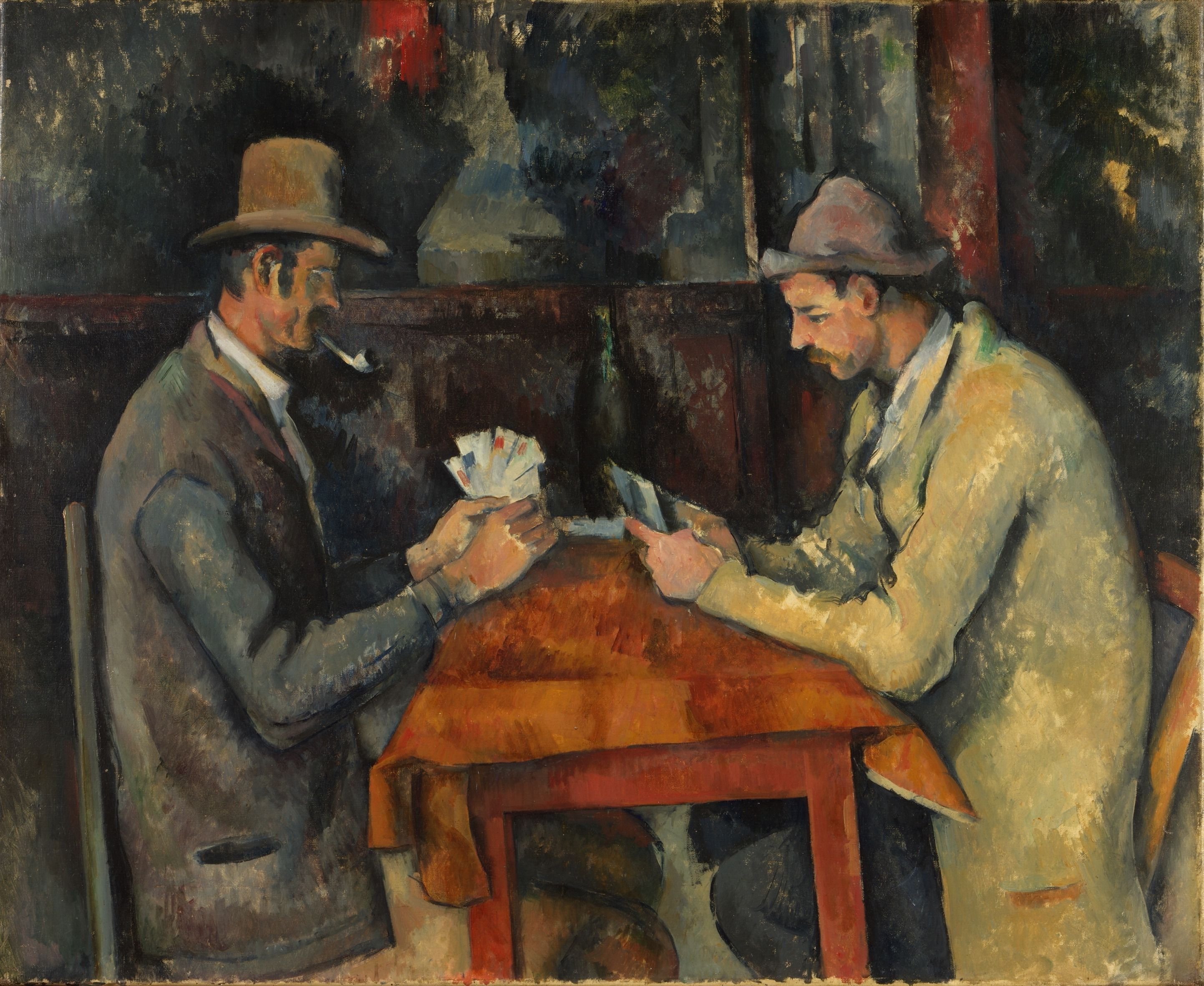
Paul Cézanne, Les Joueurs de cartes, 1892–95

- Paul Gauguin (1848-1903) : 3 peintures
  - Les Moissonneurs, 1889
  - Te Reriora (Le Rêve), 1897
  - Nevermore (Le Rêve), 1897
  - Avant et Après (manuscrit illustré, 1903, 213 p.)[6]
- Vincent Van Gogh (1853-1890) : 2 peintures
  - Autoportrait à l’oreille bandée, 1889
  - La Crau à Arles : pêchers en fleurs ou Les Haies, 1889

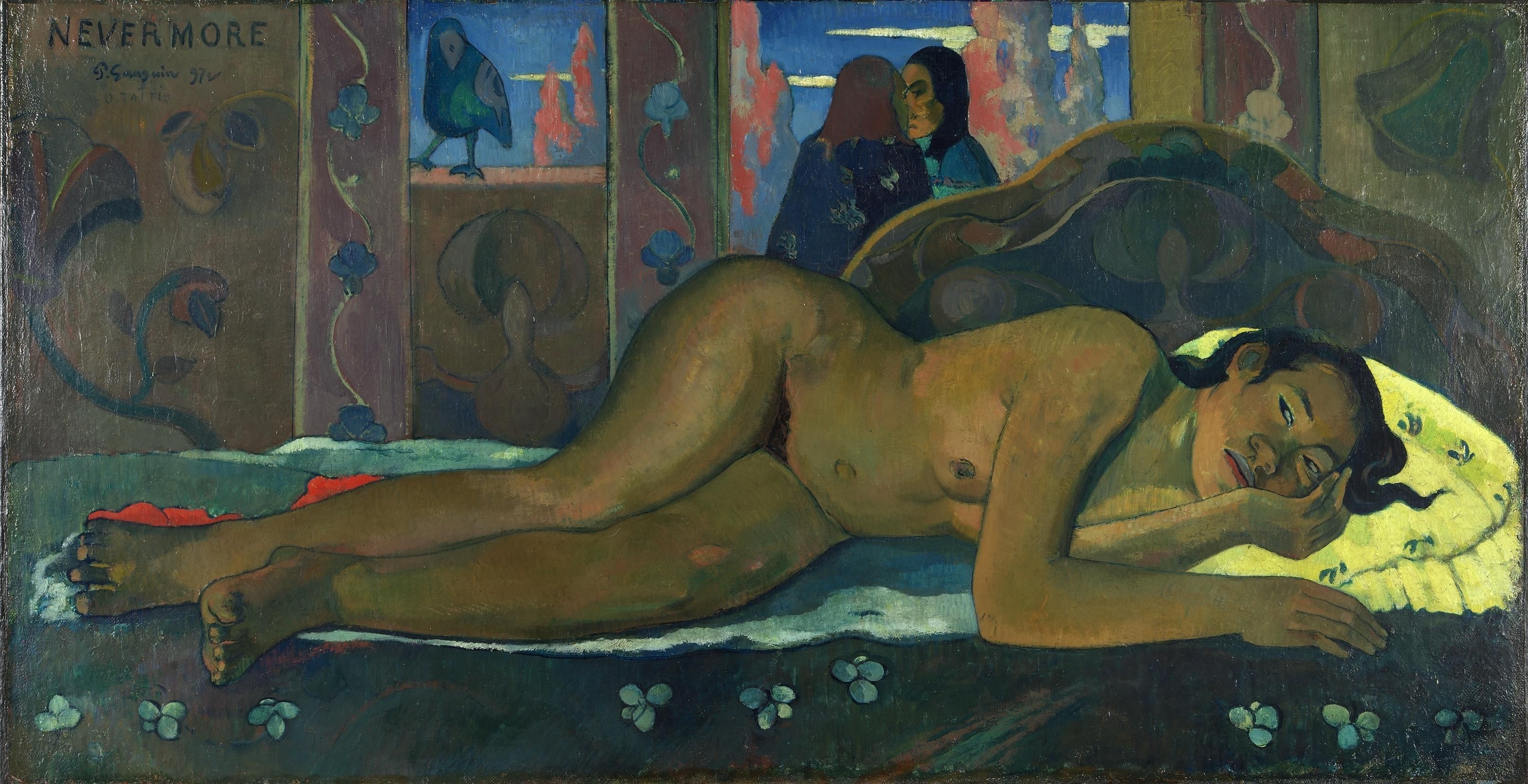
Paul Gauguin, Nevermore (O Taiti), 1897
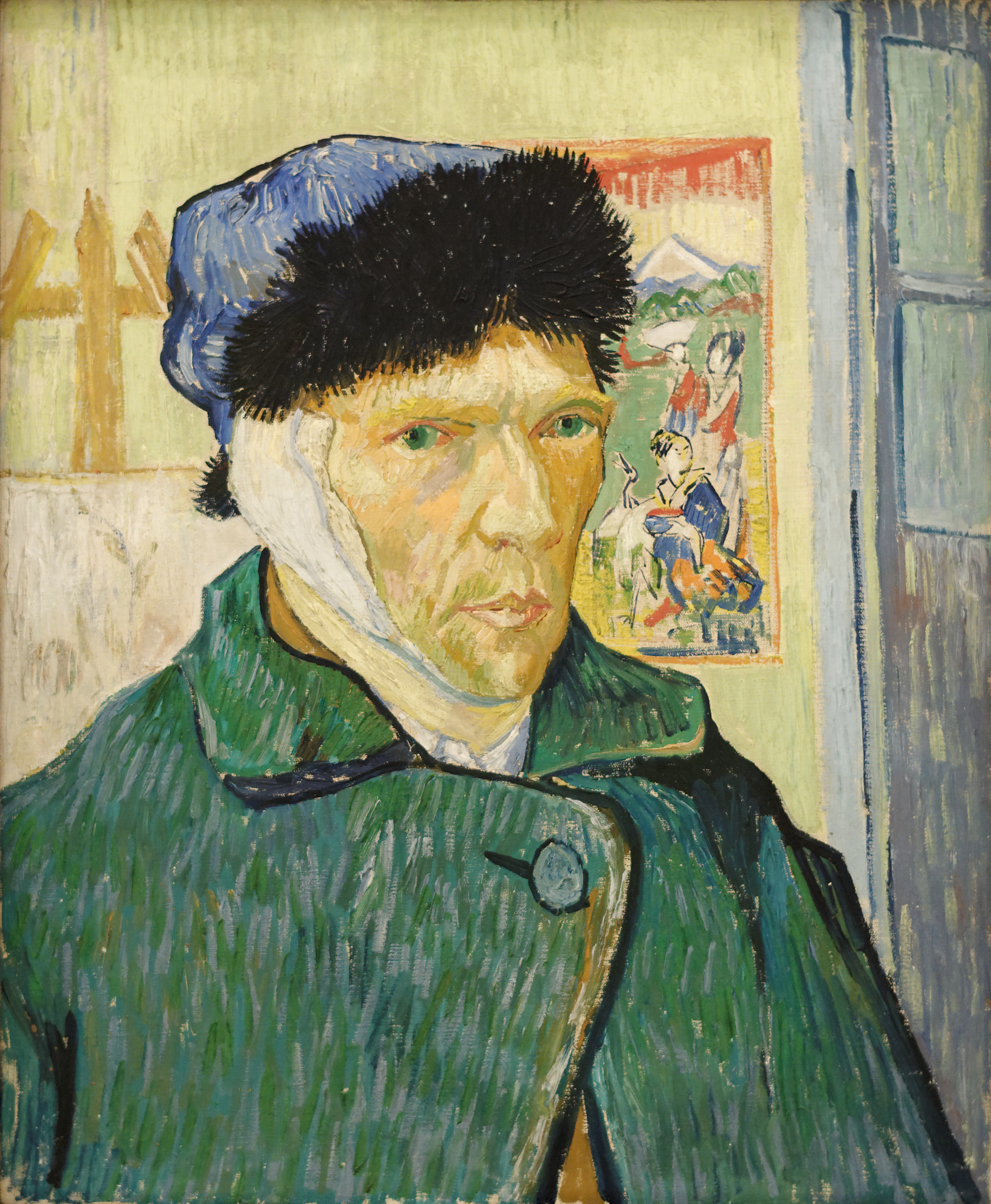
Vincent van Gogh, Autoportrait à l'oreille bandée ; Arles, 1889

- Henri Rousseau dit Le Douanier (1844-1910) : 1 peinture : La Grille en fer, 1891
- Henri de Toulouse-Lautrec (1864-1901) : 2 peintures
  - Jane Avril à l'entrée du Moulin Rouge mettant ses gants, 1892
  - Le Salon privé, 1899
- Eugène Boudin (1824-1898) : Deauville, 1893
- Paul Signac (1863-1935) : Saint Tropez, 1893
- Kees van Dongen (1877-1968) : Le Violoncelliste au Moulin de la galette, 1905[7]
- Vanessa Bell (1879-1961) : Une Conversation, 1916
- Amedeo Modigliani (1884-1920) : Nu assis, 1916

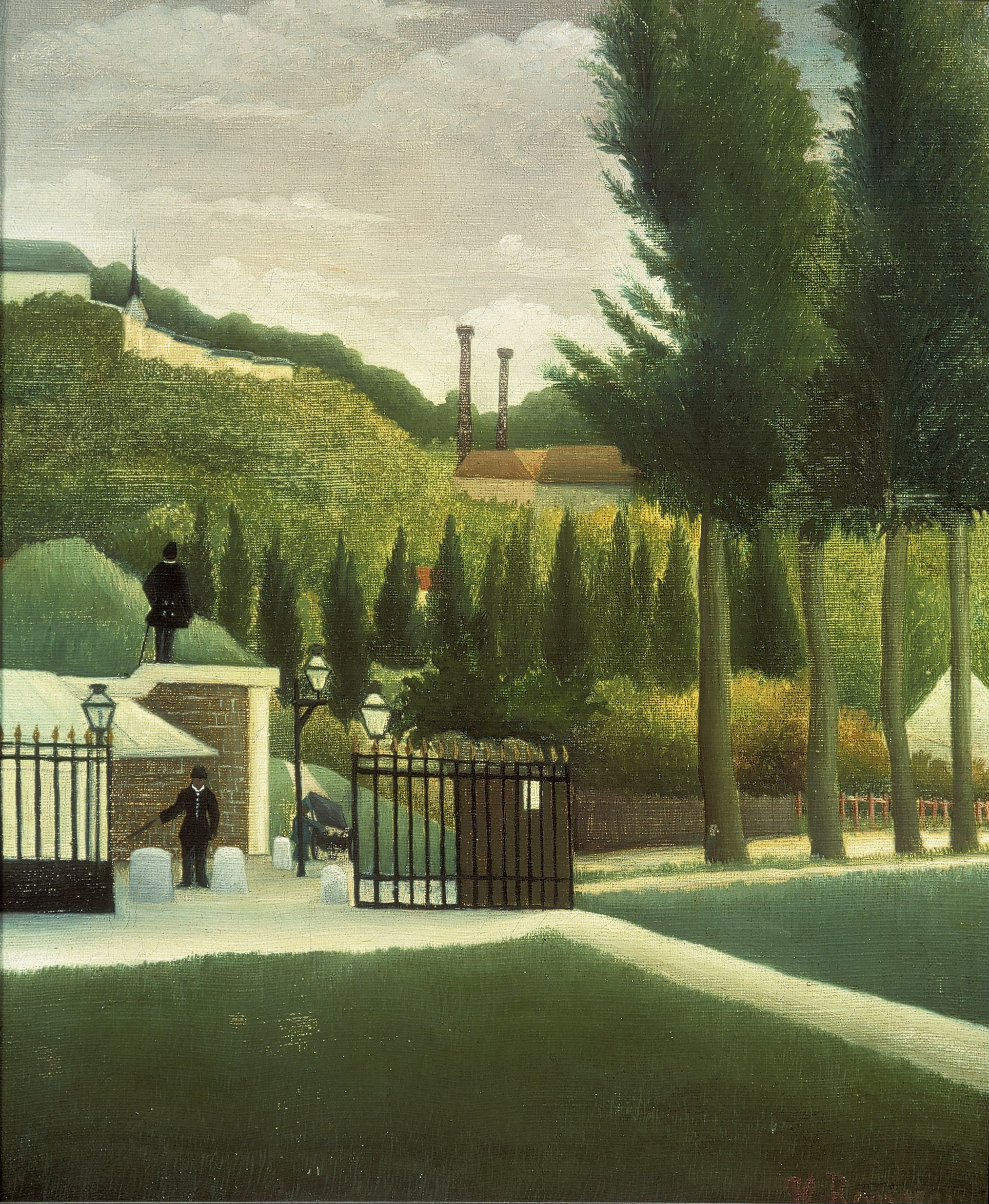
Henri Rousseau, L'Octroi, c. 1890
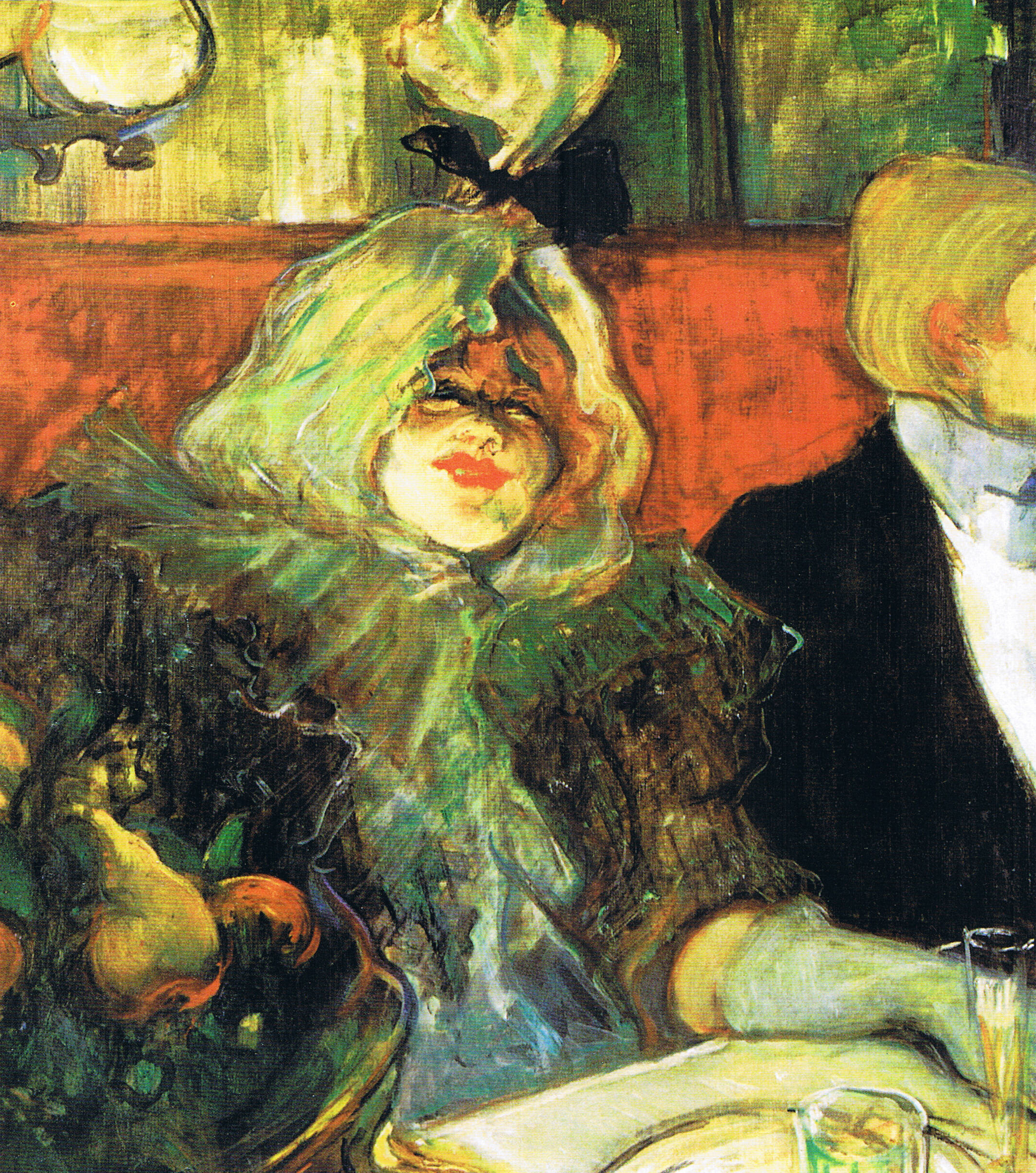
Henri de Toulouse-Lautrec, Le Salon privé, 1899
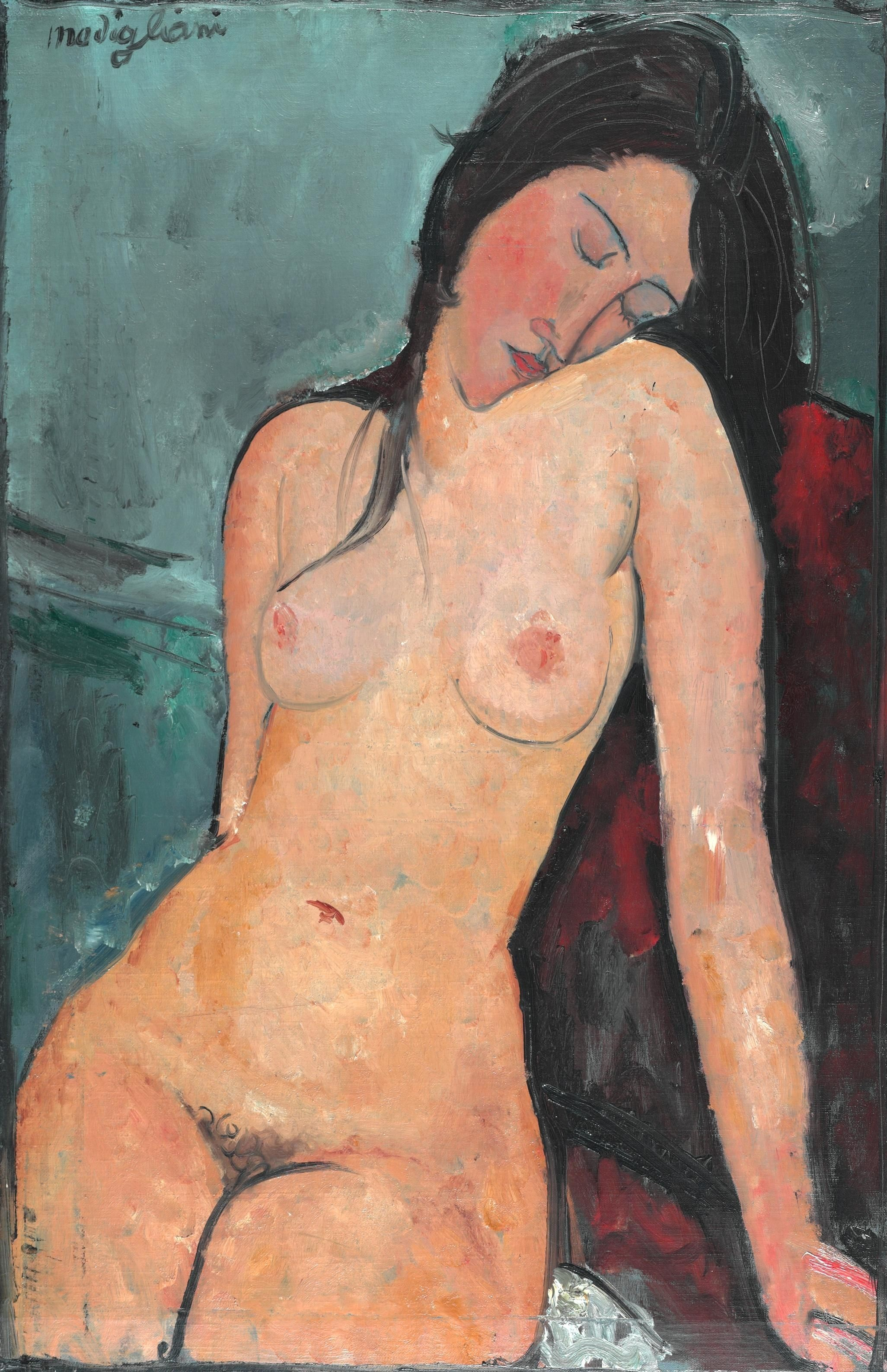
Amedeo Modigliani, Nu féminin, 1916

### École italienne
- Bernardo Daddi (1280-1348) : 2 peintures : Triptyque de la Crucifixion, 1338[8]
- Lorenzo Monaco (1370-1425) : 1 peinture : Le Couronnement de la Vierge, 1395 (peintre italien de style gothique international)
- Fra Angelico (1400-1455) : 4 peintures
- Botticelli (1444-1510) : 1 peinture, Pala delle Convertite ou la SainteTrinité avec Marie Madeleine et Saint Jean le Baptiste, l'Archange Raphaël et Tobias, 1494
- Giovanni Bellini (1430-1516) : 1 peinture , L'Assassinat de Saint Pierre Martyr, 1509
- Mariotto Albertinelli (1474-1515) : La Création, 1515
- Le Parmesan (1503-1540) : 2 peintures dont Vierge à l’Enfant, 1527[8]
- Le Tintoret (1518-1594) : 2 peintures dont L'Adoration des Bergers
- Véronèse (1528-1588) : Le Baptême du Christ, 1588
- Domenico Fetti (1589-1623) : Adam et Eve au travail, 1620
- Pierre de Cortone (1597-1669) : La Foi, l'Espoir et la Charité, 1640
- Giambattista Pittoni (1687-1767) : Saint Antoine de Padoue adorant le Christ enfant, 1730 ; Sainte famille, 1730
- Giambattista Tiepolo (1696-1770), 12 peintures
  - Allégorie du pouvoir et de l'éloquence, 1725
  - St Aloysius Gonzaga en gloire, 1726
  - Les Stigmates de St François, 1767
  - La Vision du saint sacrement de saint Pascal Baylon, 1767
- Canaletto (1697-1768) : Vue des tours du pont de Londres à partir de jardin de Somerset (encre et crayon)
- Giambattista Pittoni : (1687-1767) : 1 peinture
  - La Sainte Famille, 1830

École italienne
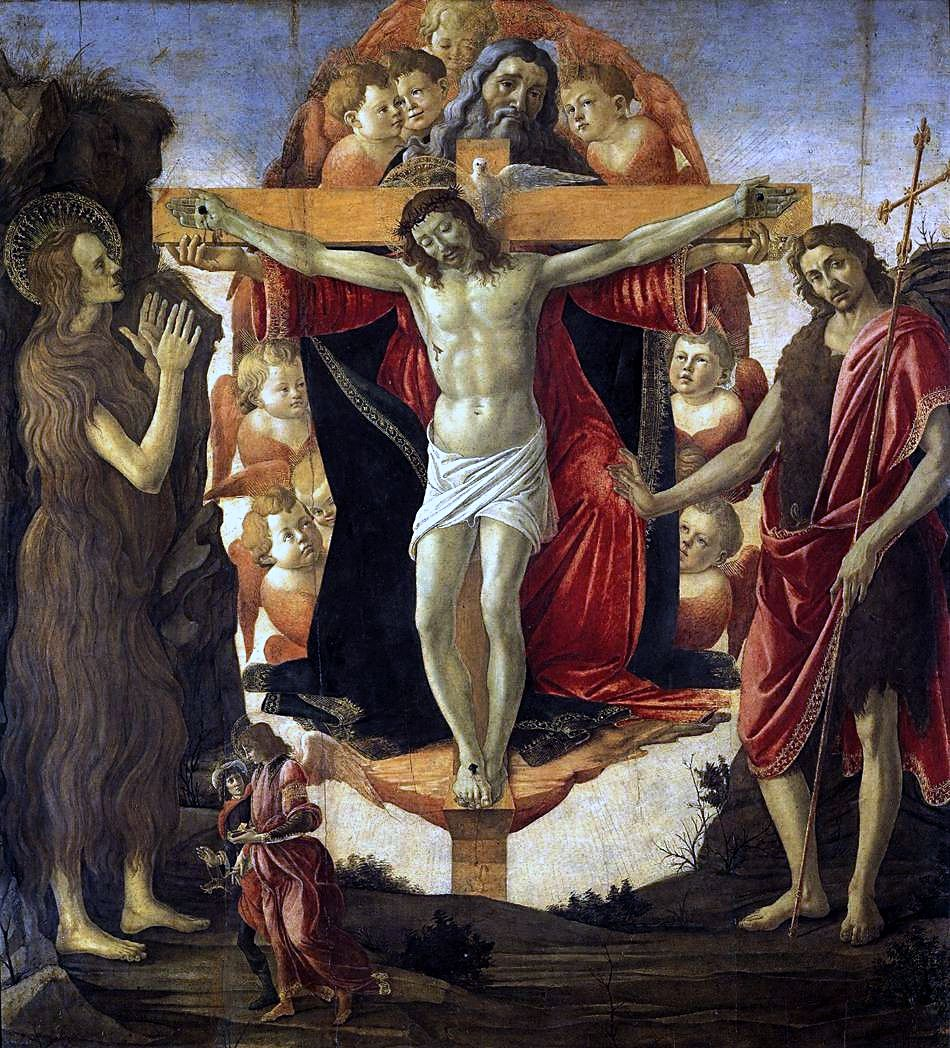
Sandro Botticelli, Pala delle Convertite, 1491–1493
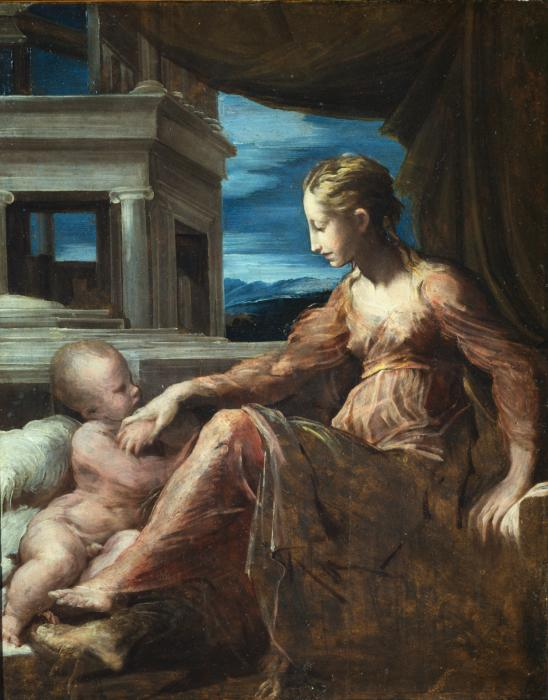
Parmigianino, Vierge à l'enfant', 1525–1527
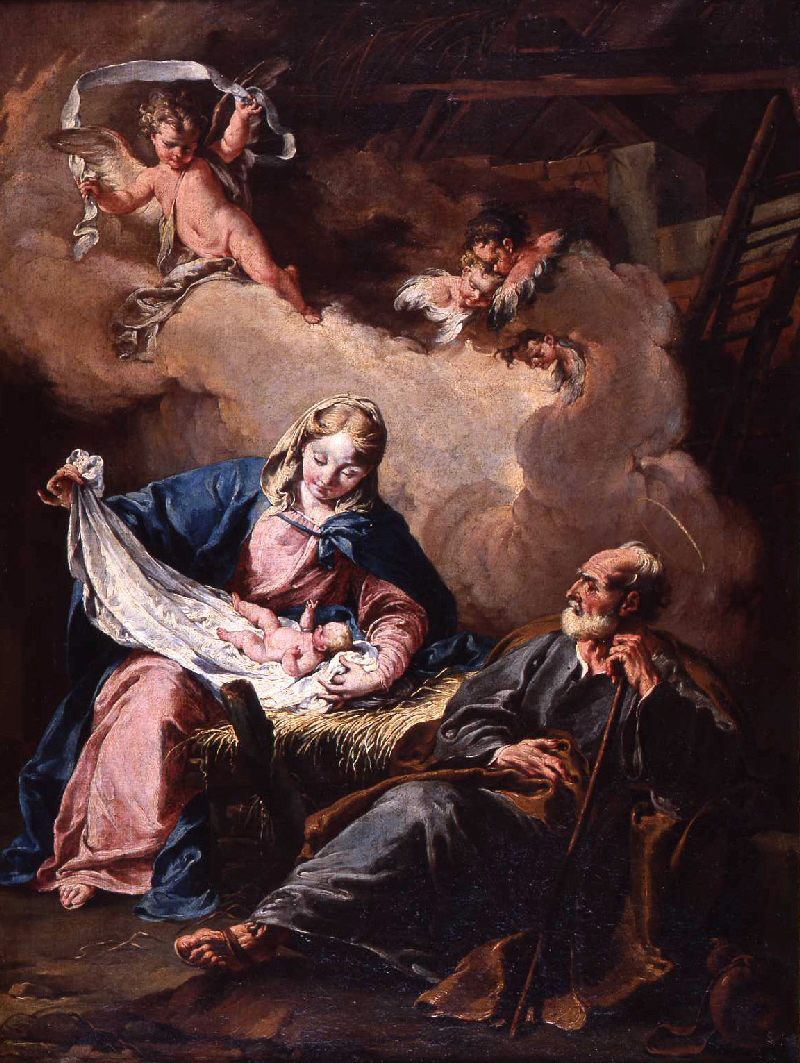
Giambattista Pittoni, La Sainte Famille, 1730

### École flamande
- Robert Campin : 1 peinture : Triptyque Seilern, 1420[9]
- Rogier Van Der Weyden (1399-1464) : Portrait d’un homme tenant un livre ouvert, 1437[9]
- Pieter Brueghel l'Ancien (1525-1569) : 2 peintures
  - Paysage avec la Fuite en Egypte, 1563
  - Le Christ et la femme adultère, 1565
- Rubens (1577-1640) : 29 peintures
  - Caïn massacrant Abel, 1609
  - Descente de croix, 1611
  - La Famille de Jan Bruegel, 1615[8]
  - Paysage au clair de lune, 1638
  - La Mort d'Achille, 1640
- Antoine van Dyck (1599-1641) : 5 peintures dont L'Adoration des Bergers, 1618

École flamande
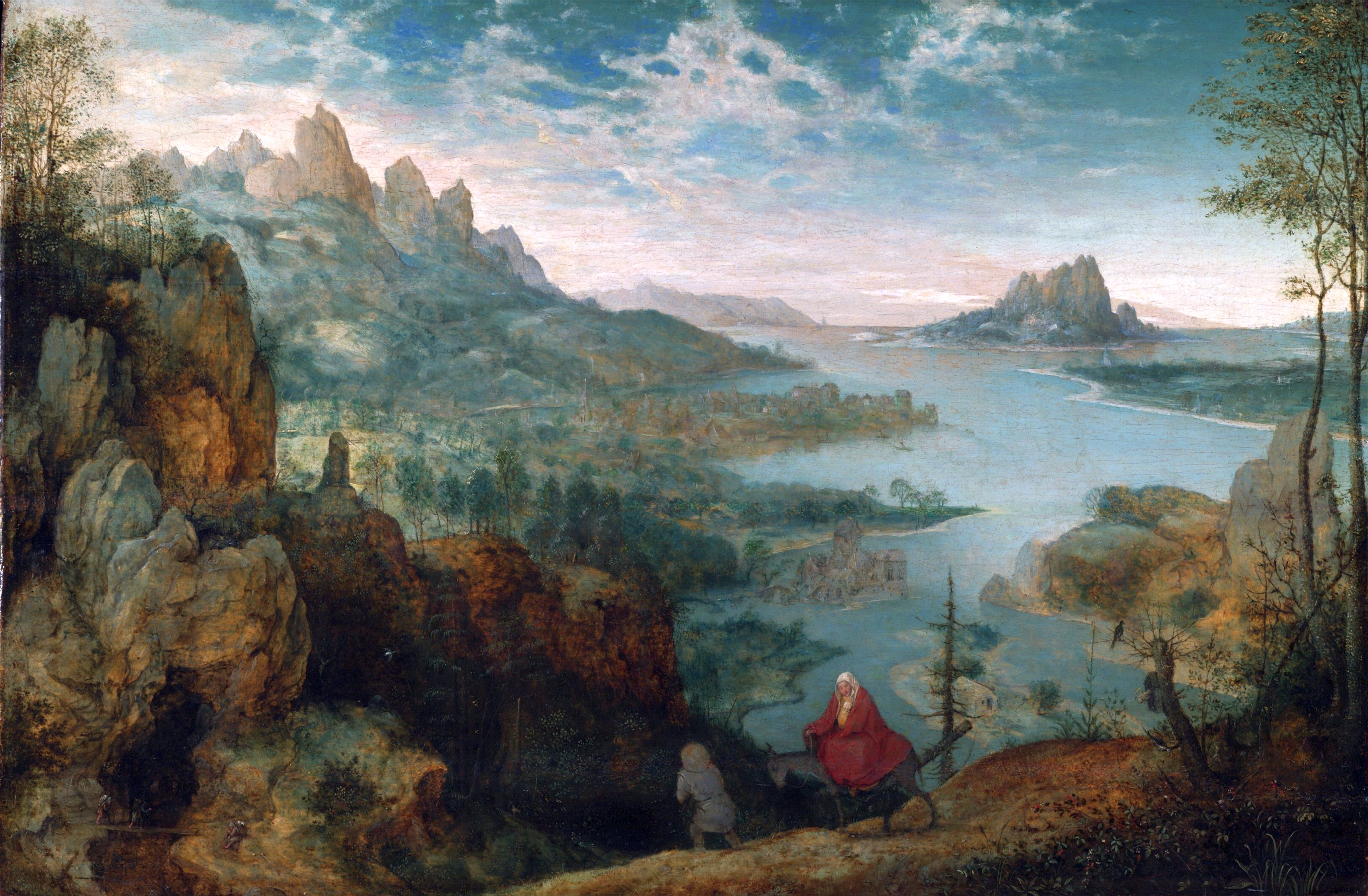
Pieter Brueghel l'Ancien, La Fuite en Égypte, 1563.

### École néerlandaise
- Quentin Metsys (1466-1530) : 2 peintures dont La Madone debout avec l'Enfant et des anges, vers 1500-1509.

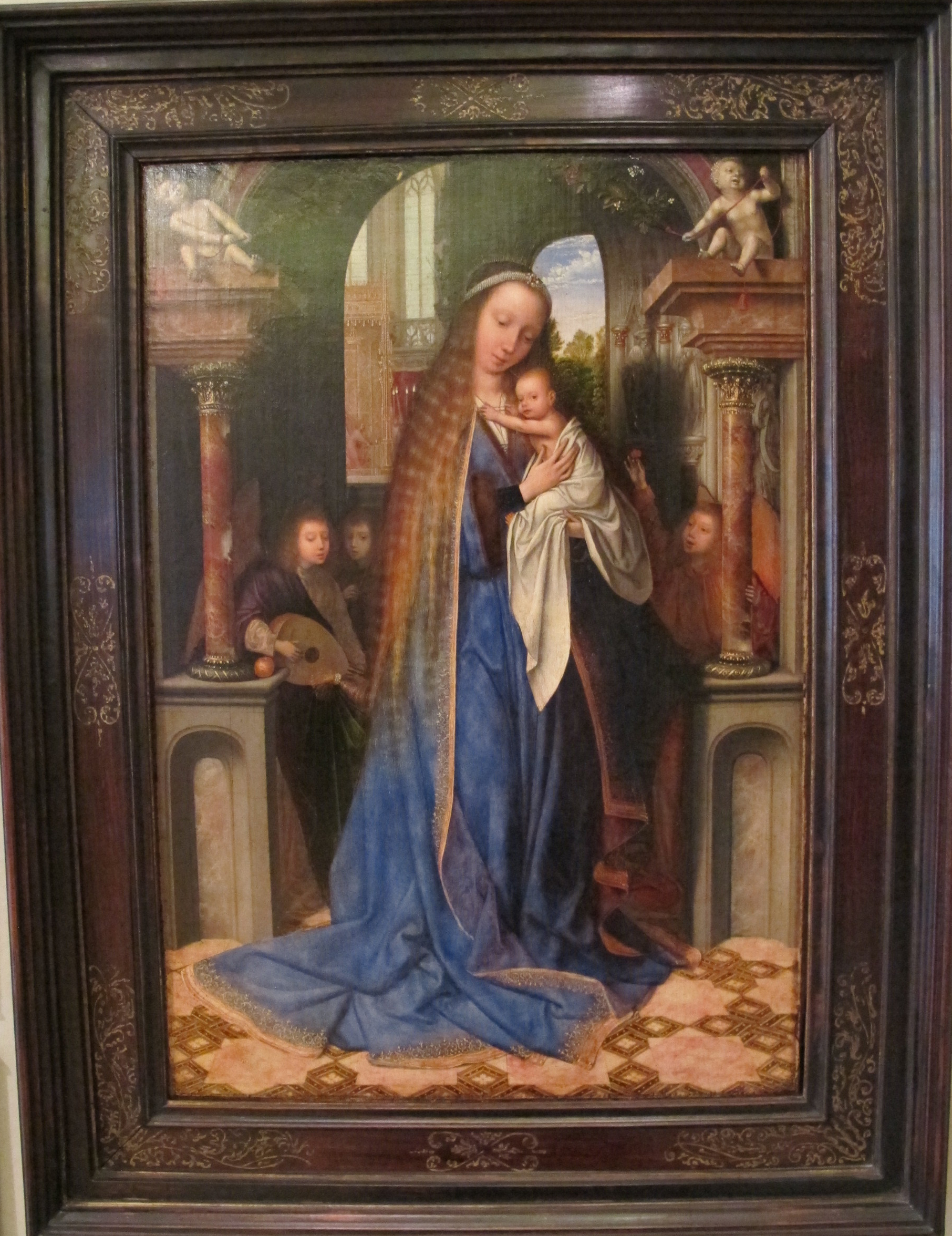
Quentin Metsys, La Madone debout avec l'Enfant et des anges, v. 1505

### École anglaise
- Hans Eworth (1510-1573) : Portrait allégorique de Sir John Luttrell, 1550
- Peter Lely (1618-1680) : Le Concert, 1640
- William Dobson (1611-1646) : Portrait d'un vieil homme et d'un jeune homme, 1642
- George Romney (1734-1802) : Portrait de Georgiana, Lady Greville, 1771
- Thomas Gainsborough (1727-1788) : 2 peintures dont Portrait de Mrs Gainsborough, 1779
- Edward Dayes : Somerset House vue de la Tamise (aquarelle), 1788
- Sir Henry Raeburn (1756-1823) : Portrait de Mrs Malcolm, 1802
- Francis Towne (1740-1816) : Near Devil's Bridge, Central Wales (aquarelle), 1815
- Joseph Mallord William Turner (1775-1851) : The Crook of Lune, looking towards Hornby Castle, 1818

École anglaise
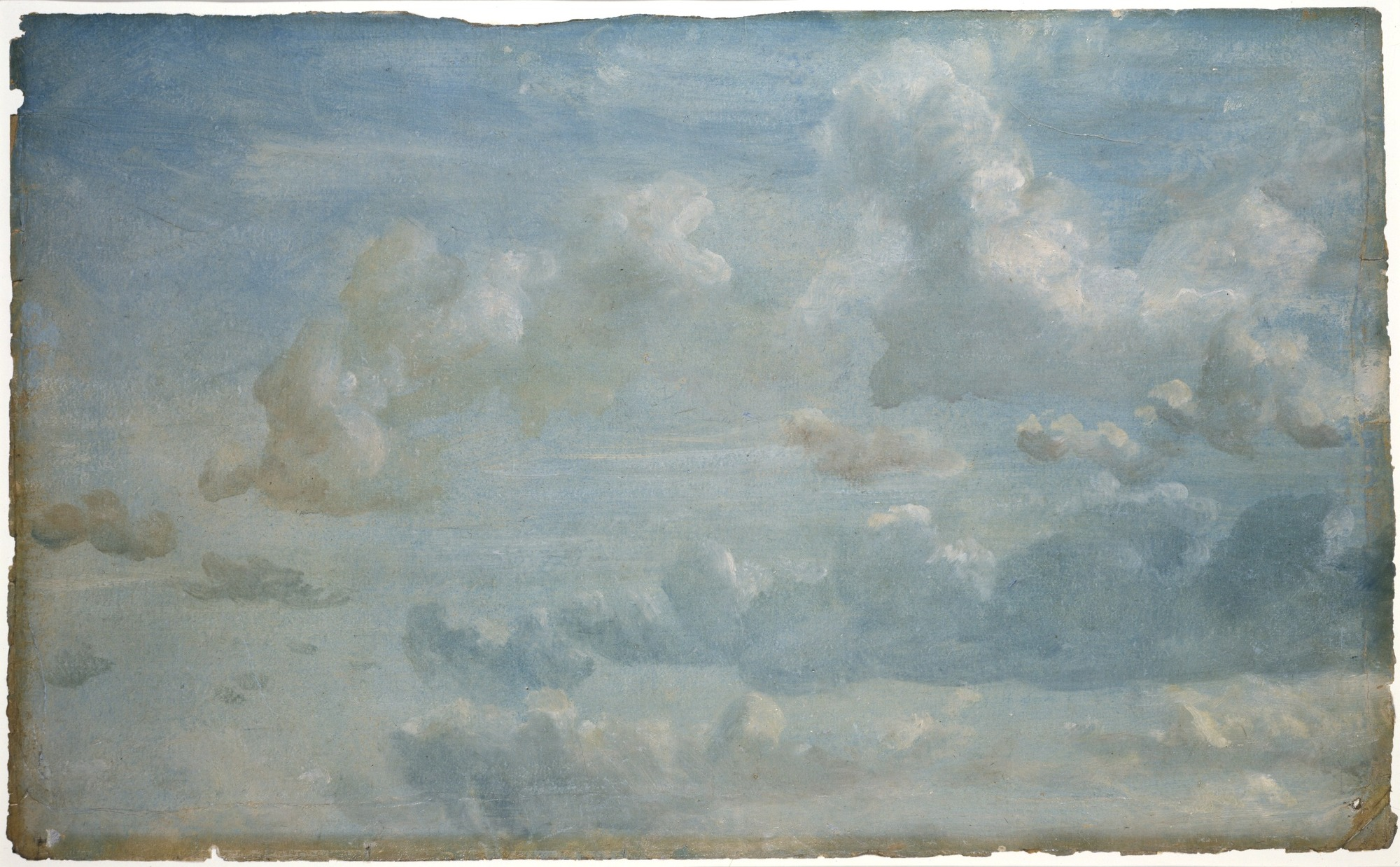
John Constable, Étude de nuages, 1822.
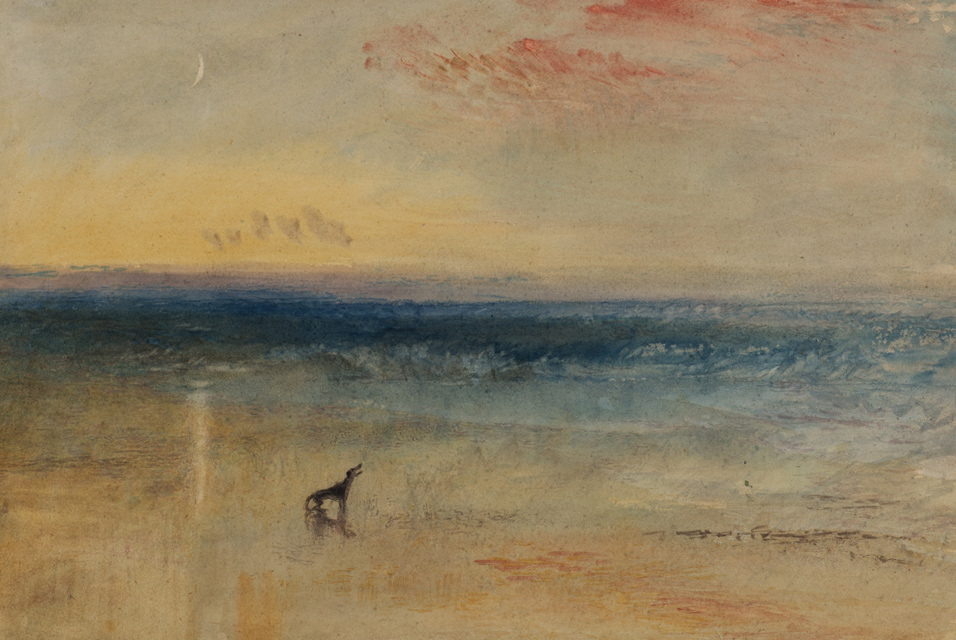
William Turner, Le Matin après un naufrage, 1841.

### École espagnole
- Francisco José Goya (1746-1828) : 1 peinture : Portrait de Don Francisco de Saavedra, secrétaire d'État espagnol, 1798

École espagnole
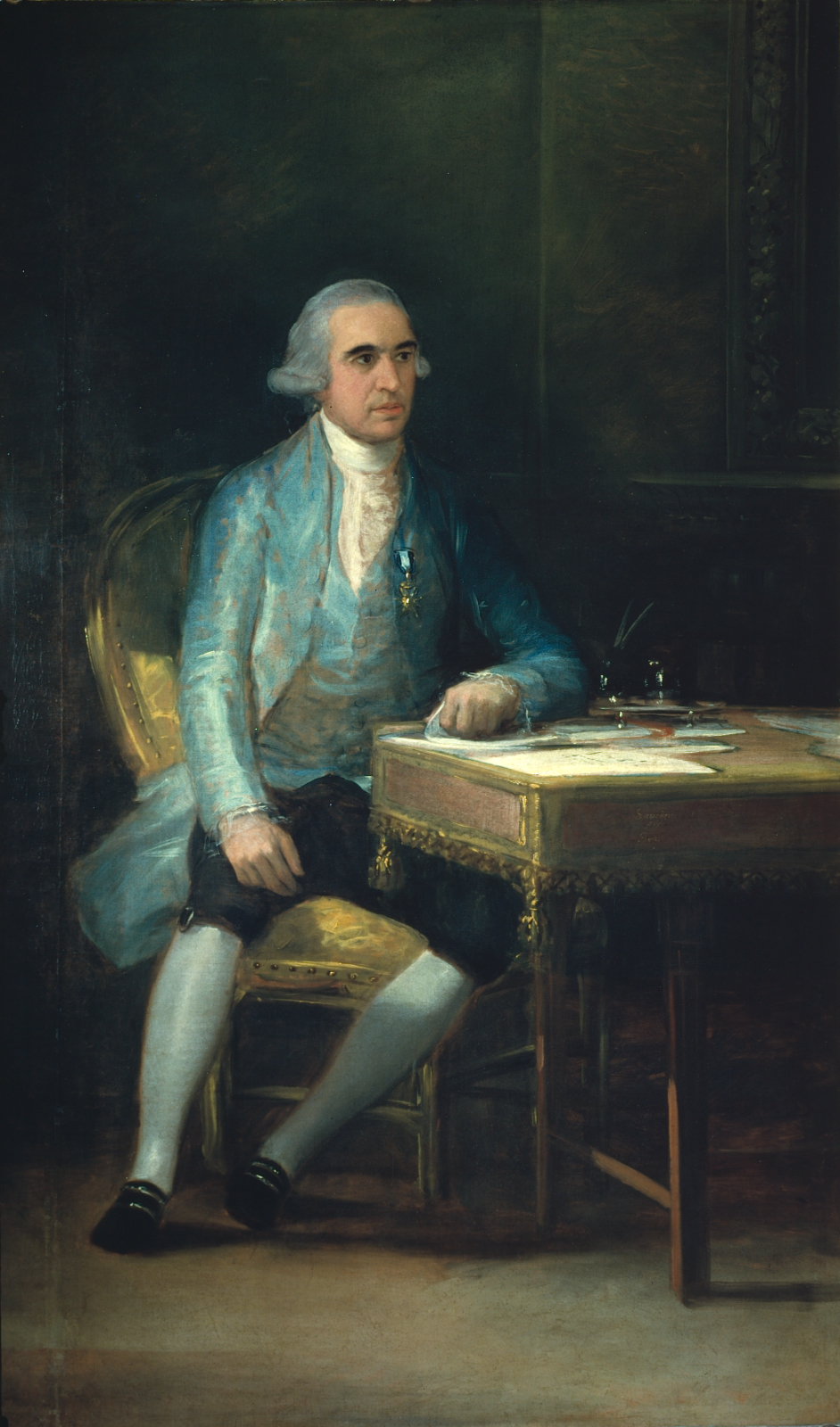
Francisco José Goya (1746-1828), Portrait de Don Francisco de Saavedra, 1798.

### École allemande
- Lucas Cranach l'Ancien (1472-1553) : 1 peinture : Adam et Ève, 1526, provient de la collection Edward Warren

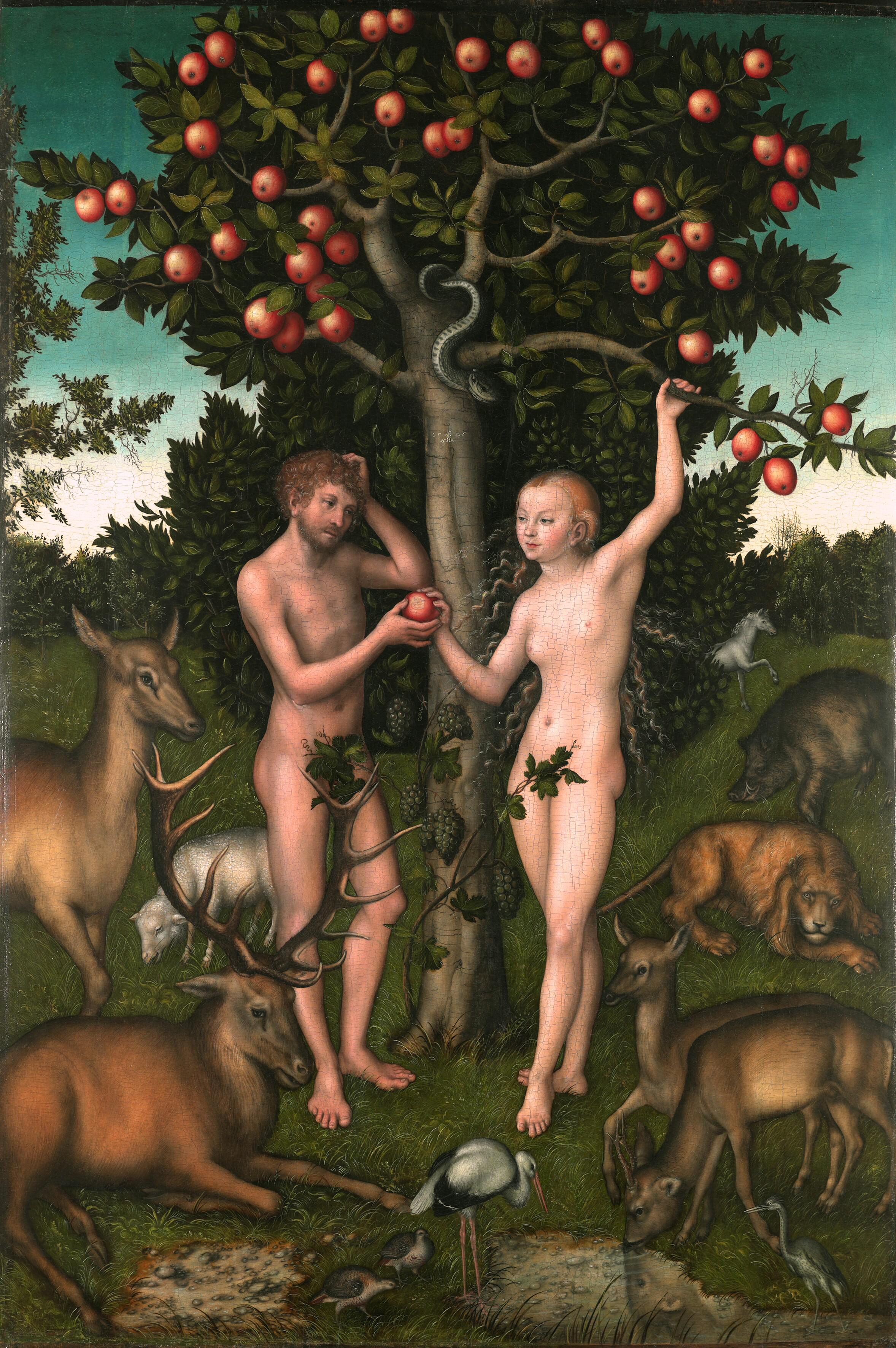
Lucas Cranach l'Ancien Adam et Ève, 1526

## Collection Gambier-Parry
La plupart des éléments de la collection Gambier-Parry exposés à la galerie Courtauld se trouvent dans la salle du rez-de-chaussée.
Thomas Gambier Parry (1816-1888) était un collectionneur passionné et polyvalent. Nombre de ses achats ont été effectués lors de voyages sur le continent, en particulier en Italie, mais il a également acheté à des revendeurs et dans des enchères en Angleterre, et a parfois vendu lui-même des articles.

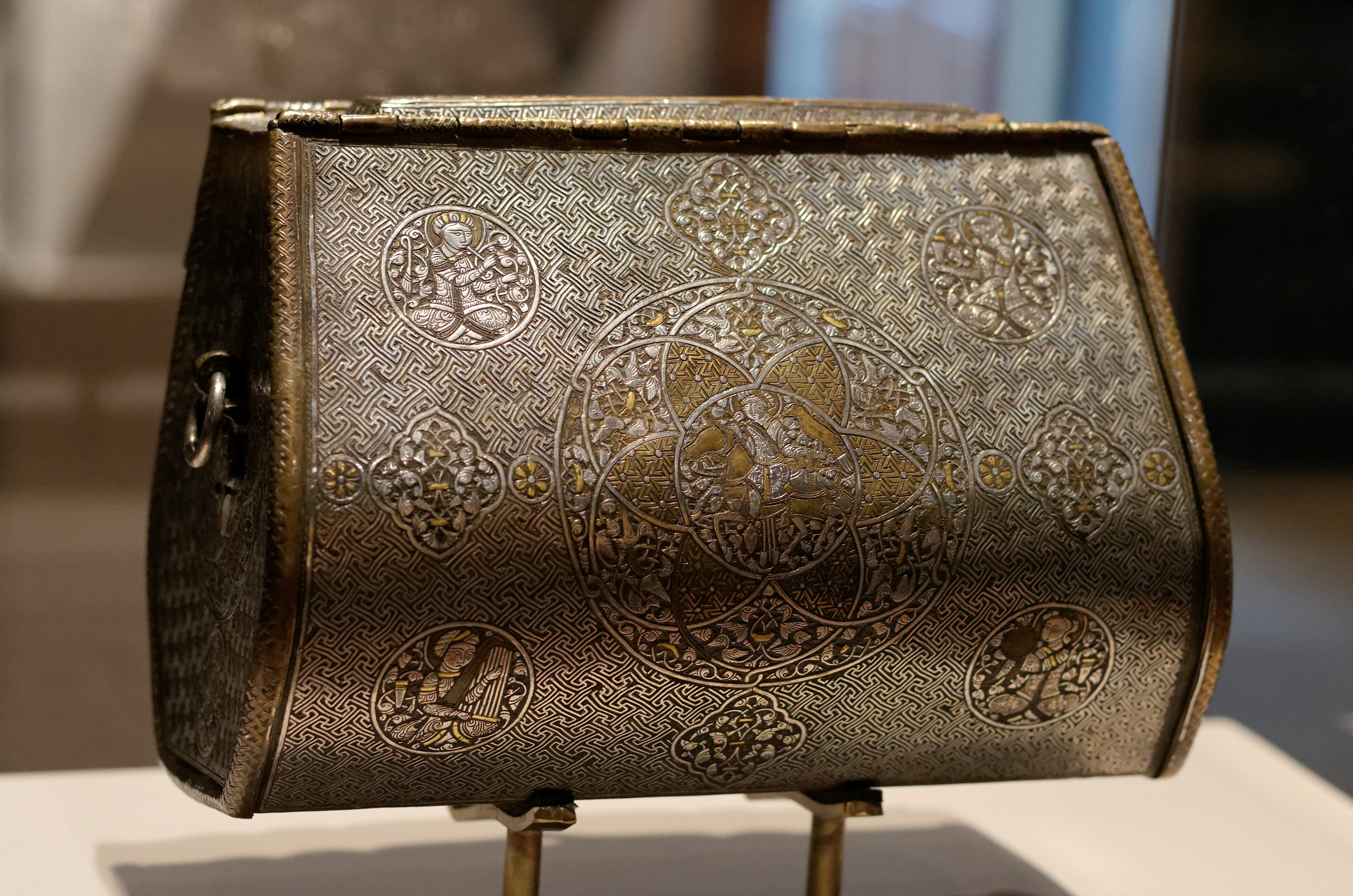
Bourse métallique avec incrustations d'or et d'argent, Mossoul (1300-1330). Collection Gambier-Parry

Ses collections les plus importantes étaient des peintures du Moyen âge tardif et du début de la Renaissance, de petits reliefs sculptés, des ivoires et des majoliques. Il avait également une importante collection d’objets en métal islamiques et une variété d'autres types d'objets, par exemple des Faïences hispano-mauresques, de la verrerie et trois petites croix de bois post-byzantines du mont Athos décorées avec des scènes miniatures.
Le site de la Galerie Courtauld affiche des images et des descriptions de 324 objets issus du legs de 1966, qui comprenait la majeure partie de la collection.
Gambier Parry avait commencé sa collection en cherchant principalement des œuvres du XVIe siècle et du XVIIe siècle, mais il a progressivement évolué vers les œuvres des XIVe siècle et XVe siècle, encore relativement peu recherchées bien que Prince Albert ait été lui aussi parmi les collectionneurs britanniques de « Primitifs italiens », car les peintures du Trecento étaient alors connues. Parmi les peintures les plus importantes figuraient une couronne de la Vierge par Lorenzo Monaco, une des plus grandes œuvres de la collection, avec trois panneaux est signée de Fra Angelico et un petit mais important diptyque de l'Annonciation de Pesellino et de nombreux autres petits panneaux par des maîtres moins connus. Les œuvres de la Renaissance sont celles d'Il Garofalo, Sassoferrato, et une œuvre baroque attribuée à Francesco Solimena. Il y a également un certain nombre de manuscrits enluminés de l'atelier du Maître de Boucicaut.
Les sculptures comprennent trois beaux reliefs en marbre du XVe siècle de la Vierge et de l'Enfant, le plus important de Mino da Fiesole. Il y a un panneau de couverture de livre en émail de Limoges, un certain nombre d'articles Renaissance Limoges et plusieurs petits ivoires gothiques.

## Le bâtiment
Somerset House a été conçu par l'architecte William Chambers de 1775 à 1780. Le bâtiment abrite l'Institut Courtauld et depuis 1989 la Galerie Courtauld dans les salles conçues pour les sociétés savantes telles l'Académie royale (dont Chambers fut le Premier trésorier), la Société royale et la Société des antiquaires.
L'Académie royale l'a occupé dès son achèvement en 1780 jusqu'à ce qu'elle se déplace vers le nouveau bâtiment de la Galerie nationale à Trafalgar Square en 1837. 
De 1958 à 1989, la collection Courtauld a été logée dans une partie des locaux de l'Institut Warburg.
Un incendie s'y déclare en 2024, faisant toutefois peu de dégâts.

## Courtauld en ligne
Le Courtauld publie une collection d'images en ligne, qui donne accès à plus de 40 000 images, y compris des peintures et des dessins de la Galerie Courtauld, et plus de 35 000 photographies d'architecture et de sculpture de la Conway Library of the Institute . Le site a été développé avec le soutien du New Opportunities Fund.
Deux autres sites , vendent des fichiers numériques haute résolution à des chercheurs, des éditeurs et des distributeurs ainsi que des tirages photographiques au grand public,.